# Astragalus avicennicus
Astragalus avicennicus är en ärtväxtart som beskrevs av Ahmed Ahmad Parsa. Astragalus avicennicus ingår i släktet vedlar, och familjen ärtväxter. Inga underarter finns listade i Catalogue of Life.